# Laphystia canadensis
Laphystia canadensis là một loài ruồi trong họ Asilidae. Laphystia canadensis được Curran miêu tả năm 1927. Loài này phân bố ở vùng Tân Bắc giới.